# Rafał Janicki
Rafał Janicki (ur. 5 lipca 1992 w Szczecinie) – polski piłkarz grający na pozycji obrońcy.

## Kariera
Karierę klubową Janicki rozpoczął w 2009 roku w Chemiku Police. Podczas gry w tym klubie strzelił 6 bramek w 38 meczach. 30 czerwca 2010, przeszedł do występującej w Ekstraklasie Lechii Gdańsk, z którą podpisał trzyletnią umowę. 12 marca 2015, został powołany do Reprezentacji Polski na mecz z Irlandią, jednak w kadrze nie zadebiutował. 14 lipca 2017, został wypożyczony na dwa lata do Lecha Poznań. 24 maja 2019, po rozwiązaniu kontraktu z Lechią Gdańsk, podpisał dwuletni, obowiązujący od 1 lipca 2019, kontrakt z opcją przedłużenia z Wisłą Kraków. 14 grudnia 2020, podpisał półtoraroczny kontrakt z Podbeskidziem Bielsko-Biała, który wszedł w życie 1 stycznia 2021.

## Statystyki kariery
Stan na 15 marca 2025.
| Klub                       | Sezon              | Liga               | Liga  | Liga   | Puchar | Puchar | Europa | Europa | Suma  | Suma   |
| Klub                       | Sezon              | Liga               | Mecze | Bramki | Mecze  | Bramki | Mecze  | Bramki | Mecze | Bramki |
| -------------------------- | ------------------ | ------------------ | ----- | ------ | ------ | ------ | ------ | ------ | ----- | ------ |
| Chemik Police              | 2008/09            | II liga            | 8     | 0      | 0      | 0      | –      | –      | 8     | 0      |
| Chemik Police              | 2009/10            | III liga           | 30    | 6      | 1      | 0      | –      | –      | 31    | 6      |
| Chemik Police              | Łącznie            | Łącznie            | 38    | 6      | 1      | 0      | –      | –      | 39    | 6      |
| Lechia Gdańsk              | 2010/11            | Ekstraklasa        | 3     | 0      | 0      | 0      | –      | –      | 3     | 0      |
| Lechia Gdańsk              | 2011/12            | Ekstraklasa        | 25    | 0      | 0      | 0      | –      | –      | 25    | 0      |
| Lechia Gdańsk              | 2012/13            | Ekstraklasa        | 24    | 0      | 1      | 0      | –      | –      | 25    | 0      |
| Lechia Gdańsk              | 2013/14            | Ekstraklasa        | 27    | 1      | 3      | 0      | –      | –      | 30    | 1      |
| Lechia Gdańsk              | 2014/15            | Ekstraklasa        | 34    | 0      | 1      | 0      | –      | –      | 35    | 0      |
| Lechia Gdańsk              | 2015/16            | Ekstraklasa        | 35    | 2      | 2      | 0      | –      | –      | 37    | 2      |
| Lechia Gdańsk              | 2016/17            | Ekstraklasa        | 28    | 1      | 2      | 0      | –      | –      | 30    | 1      |
| Lechia Gdańsk              | Łącznie            | Łącznie            | 176   | 4      | 9      | 0      | –      | –      | 186   | 4      |
| Lech Poznań (wyp.)         | 2017/18            | Ekstraklasa        | 24    | 0      | 0      | 0      | 2      | 0      | 26    | 0      |
| Lech Poznań (wyp.)         | 2018/19            | Ekstraklasa        | 21    | 0      | 1      | 0      | 5      | 0      | 27    | 0      |
| Lech Poznań (wyp.)         | Łącznie            | Łącznie            | 45    | 0      | 1      | 0      | 7      | 0      | 53    | 0      |
| Wisła Kraków               | 2019/20            | Ekstraklasa        | 34    | 1      | 1      | 0      | –      | –      | 35    | 1      |
| Wisła Kraków               | 2020/21            | Ekstraklasa        | 4     | 0      | 1      | 0      | –      | –      | 5     | 0      |
| Wisła Kraków               | Łącznie            | Łącznie            | 38    | 1      | 2      | 0      | –      | –      | 40    | 1      |
| Podbeskidzie Bielsko-Biała | 2020/21            | Ekstraklasa        | 13    | 3      | 0      | 0      | –      | –      | 13    | 3      |
| Górnik Zabrze              | 2021/22            | Ekstraklasa        | 33    | 2      | 2      | 0      | –      | –      | 35    | 2      |
| Górnik Zabrze              | 2022/23            | Ekstraklasa        | 16    | 0      | 1      | 0      | –      | –      | 17    | 0      |
| Górnik Zabrze              | 2023/24            | Ekstraklasa        | 32    | 2      | 1      | 0      | –      | –      | 33    | 2      |
| Górnik Zabrze              | 2024/25            | Ekstraklasa        | 19    | 0      | 0      | 0      | –      | –      | 19    | 0      |
| Górnik Zabrze              | Łącznie            | Łącznie            | 100   | 4      | 4      | 0      | –      | –      | 104   | 4      |
| Ogólnie w karierze         | Ogólnie w karierze | Ogólnie w karierze | 411   | 18     | 17     | 0      | 7      | 0      | 435   | 18     |